# Кордеро, Ренато
Рена́то Анто́нио Корде́ро Ро́мо (исп. Renato Antonio Cordero Romo; род. 16 апреля 2003) — чилийский футболист, полузащитник клуба «Универсидад де Чили».

## Клубная карьера
Кордеро — воспитанник клуба «Универсидад де Чили». 24 июля 2022 года в матче против «О’Хиггинс» он дебютировал в чилийской Примере. 

## Международная карьера
В 2023 году в составе молодёжной сборной Чили Кордеро принял участие в молодёжном чемпионате Южной Америки в Колумбии. На турнире он сыграл в матчах против сборных Венесуэлы, Эквадора и Боливии.